# Indianapolis 500 1956
Das 40. Indianapolis 500 1956 (offiziell 40th International 500-Mile Sweepstakes) fand am 30. Mai 1956 auf dem Indianapolis Motor Speedway in Indianapolis statt und war das dritte Rennen der Automobil-Weltmeisterschaft 1956 sowie das erste Rennen der USAC-Saison 1956.

## Bericht

### Hintergrund
Das Indianapolis 500 Rennen zählte wie in den Jahren zuvor zur Formel-1-Weltmeisterschaft. Das Rennen wurde jedoch von den europäischen Teams völlig ignoriert und als Streichresultat angesehen. Auch von den Organisatoren der Formel 1 wurde das Rennen sehr gering geschätzt, der Große Preis von Belgien 1956 war nur vier Tage nach dem Indianapolis 500 geplant, damit war es für die Teams und Fahrer der Formel 1 logistisch gar nicht möglich am Indianapolis 500 teilzunehmen ohne dabei das nächste Rennen in Europa verpassen zu müssen.
Nach dem Rückzug der American Automobile Association übernahm der United States Auto Club erstmals die Organisation des Indianapolis 500. Die Strecke wurde zu einem Großteil asphaltiert, lediglich auf der Startgeraden blieb ein Abschnitt mit Pflastersteinen. Im Vorfeld zum Rennen regnete es einige Tage sehr heftig, wodurch Teile der Strecke und der Zufahrtstunnel überschwemmt waren. Das Rennen stand unmittelbar vor der Absage, als eine kurzfristige Initiative des Rennstreckenbetreibers Clarence Cagle ein Abpumpen der Wassermassen in die Wege leitete. Am Morgen von dem Rennen war der Zustand der Strecke so trocken, dass ein Rennen ohne Sicherheitsbedenken möglich wurde.
Die meisten Teams setzten auf den Rennwagen Kurtis Kraft, der in den vorangegangenen Jahren das Indianapolis 500 gewann. Kuzma waren zahlenmäßig ebenfalls stark vertreten, Watson, Phillips, Lesosvky und Stevens waren jeweils einmal vertreten.

### Training
Die Startaufstellung wurde mithilfe von vier Zeitfahrwettbewerben ermittelt. Das erste Zeitfahren fand am 19. Mai statt und bestimmte unter anderem die Pole-Position. Das zweite Zeitfahren wurde zur Ermittlung der Positionen ab Startplatz 18 ausgetragen. Eine Woche später fanden zwei weitere Zeitfahren statt, bei denen sich noch vier Fahrer für das Rennen qualifizieren durften. Durch starken Regen fiel das Zeitfahren am Samstag jedoch aus.
Mit einer Zeit von 1:01,820 Minuten holte sich Pat Flaherty in einem Watson die Pole-Position und stellte einen neuen Streckenrekord auf. Dies war Flahertys einzige Pole-Position in der Formel-1-Weltmeisterschaft.
Hinter Flaherty qualifizierten sich Jim Rathmann, Pat O’Connor und Dick Rathmann, jeweils in einem Kurtis Kraft Wagen. Vorjahressieger Bob Sweikert erreichte Startplatz zehn.

### Rennen
Die ersten Rennrunden des Indianapolis 500 waren geprägt vom Dreikampf zwischen dem Pole-Setter Flaherty, Paul Russo und Pat O’Connor. Paul Russo kämpfte sich dabei von Startplatz acht vor bis zur Spitze, fiel jedoch nach 21 Rennrunden als erster Fahrer aus. Er verlor durch einen Reifenplatzer die Kontrolle über seinen Wagen, schlug in die Streckenbegrenzung ein. Dem anschließend brennenden Wagen entkam er unverletzt. Eine Runde später schieden Johnny Thomson und Troy Ruttman durch Dreher aus, in Runde 49 verunfallte Ray Crawford. Nach einem Viertel der Renndistanz und mehreren Gelbphasen durch die Unfälle nutzend die Fahrer die Gelegenheit für Boxenstopps. Auch die Führenden kamen an die Box, wodurch Johnnie Parsons die Führung vor Don Freeland übernahm.
In Runde 74 ereignete sich der dritte Unfall des Rennens, bei dem Al Herman ausschied. Einige Runden später übernahm Flaherty erneut Platz eins. Zur Halbzeit des Rennens lagen hinter ihm Freeland, Sweikert und Parsons. Zwei weitere Unfälle ereigneten sich in Runde 134 und 160, bei denen Jimmy Daywalt und Tony Bettenhausen ausschieden.
Sam Hanks, der beim Crash von Russo seinen Wagen beschädigte überholte nacheinander Parsons, Sweikert und Freeland und kämpfte sich auf Platz zwei vor. Flaherty baute unterdessen seinen Vorsprung auf und legte einen zweiten Boxenstopp ein. Trotz dieses Sicherheitsboxenstopps behielt er die Führung und gewann das Rennen. Sowohl für Flaherty als auch für seinen Watson-Wagen war es der einzige Formel-1-Sieg sowie der einzige Indianapolis-500-Erfolg. Damit wurde die jahrelange Dominanz von Kurtis-Kraft-Wagen gebrochen, die anfangs der 50er jedes Indianapolis 500 gewannen.
Hanks kam mit 20 Sekunden Rückstand auf Flaherty auf Platz zwei ins Ziel, Freeland komplettierte mit einem Philipps Wagen das Podest. Weitere Punkte für die Formel-1-Fahrerwertung erhielten Parsons für Platz vier und Dick Rathmann für Platz fünf. Einen Punkt für die schnellste Rennrunde erzielte Paul Russo.
Flaherty stieg in der Fahrerwertung der Formel 1 auf Position vier auf, nahm jedoch an keinem weiteren Rennen der Automobil-Weltmeisterschaft 1956 teil. In der USAC-Saison 1956 belegte Flaherty am Ende der Saison Platz zwei. Er war der letzte Sieger eines Indianapolis 500, der nur ein T-Shirt trug. In den folgenden Jahren setzte sich feuerfeste Kleidung bei den Fahrern immer mehr durch.

## Meldeliste
In der Meldeliste sind nur die Fahrzeuge aufgeführt, die die Qualifikation geschafft haben.
| Team                    | Nr. | Fahrer            | Chassis              | Motor              | Reifen |
| ----------------------- | --- | ----------------- | -------------------- | ------------------ | ------ |
| Racing Associates       | 01  | Bob Sweikert      | Kuzma                | Offenhauser 4.5 L4 | F      |
| Dean Van Lines          | 02  | Jimmy Bryan       | Kuzma                | Offenhauser 4.5 L4 | F      |
| Cars Inc                | 04  | Sam Hanks         | Kurtis Kraft 500C    | Offenhauser 4.5 L4 | F      |
| HA Chapman              | 05  | Andy Linden       | Kurtis Kraft 500C    | Offenhauser 4.5 L4 | F      |
| Ansted Rotary Corp      | 07  | Pat O’Connor      | Kurtis Kraft 500D    | Offenhauser 4.5 L4 | F      |
| John Zink               | 08  | Pat Flaherty      | Watson               | Offenhauser 4.5 L4 | F      |
| John Zink               | 53  | Troy Ruttman      | Kurtis Kraft 500C    | Offenhauser 4.5 L4 | F      |
| Fred Somers             | 10  | Ed Elisian        | Kurtis Kraft 500C    | Offenhauser 4.5 L4 | F      |
| Fred Somers             | 10  | Eddie Russo       | Kurtis Kraft 500C    | Offenhauser 4.5 L4 | F      |
| Pat Clancy              | 12  | Al Herman         | Kurtis Kraft 500B    | Offenhauser 4.5 L4 | F      |
| Federal Auto Associates | 14  | Bob Veith         | Kurtis Kraft 500C    | Offenhauser 4.5 L4 | F      |
| Federal Auto Associates | 42  | Fred Agabashian   | Kurtis Kraft 500C    | Offenhauser 4.5 L4 | F      |
| George Bignotti         | 15  | Johnny Boyd       | Kurtis Kraft 500E    | Offenhauser 4.5 L4 | F      |
| Bob Estes               | 16  | Don Freeland      | Phillips             | Offenhauser 4.5 L4 | F      |
| Ed Walsh                | 19  | Rodger Ward       | Kurtis Kraft 500C    | Offenhauser 4.5 L4 | F      |
| Lindsey Hopkins         | 24  | Jim Rathmann      | Kurtis Kraft 500C    | Offenhauser 4.5 L4 | F      |
| Joseph Massaglia Jr     | 26  | Jimmy Reece       | Lesovsky             | Offenhauser 4.5 L4 | F      |
| Jim Robbins             | 27  | Cliff Griffith    | Stevens              | Offenhauser 4.5 L4 | F      |
| Novi Racing Corp.       | 29  | Paul Russo        | Kurtis Kraft         | Novi 3.0 L8C       | F      |
| Carl L Anderson         | 34  | Johnnie Tolan     | Kurtis Kraft 500C    | Offenhauser 4.5 L4 | F      |
| ER Casale               | 41  | Billy Garrett     | Kuzma                | Offenhauser 4.5 L4 | F      |
| Chapman S. Root         | 48  | Jimmy Daywalt     | Kurtis Kraft 500D    | Offenhauser 4.5 L4 | F      |
| Ray Crawford            | 49  | Ray Crawford      | Kurtis Kraft 500B    | Offenhauser 4.5 L4 | F      |
| Ernest L. Ruiz          | 54  | Jack Turner       | Kurtis Kraft 500B    | Offenhauser 4.5 L4 | F      |
| Samuel W Traylor III    | 55  | Al Keller         | Kurtis Kraft KK 4000 | Offenhauser 4.5 L4 | F      |
| HH Johnson              | 57  | Bob Christie      | Kurtis Kraft 500D    | Offenhauser 4.5 L4 | F      |
| Shannon Bros            | 64  | Duke Dinsmore     | Kurtis Kraft 500A    | Offenhauser 4.5 L4 | F      |
| Kalamazoo Sports Inc.   | 73  | Dick Rathmann     | Kurtis Kraft 500C    | Offenhauser 4.5 L4 | F      |
| Pete Salemi             | 81  | Eddie Johnson     | Kuzma                | Offenhauser 4.5 L4 | F      |
| Pete Salemi             | 82  | Gene Hartley      | Kuzma                | Offenhauser 4.5 L4 | F      |
| Peter Schmidt           | 88  | Johnny Thomson    | Kuzma                | Offenhauser 4.5 L4 | F      |
| Harry Dunn              | 89  | Al Keller         | Kurtis Kraft 500B    | Offenhauser 4.5 L4 | F      |
| J.C. Agajanian          | 98  | Johnnie Parsons   | Kuzma                | Offenhauser 4.5 L4 | F      |
| Murrell Belanger        | 99  | Tony Bettenhausen | Kurtis Kraft 500C    | Offenhauser 4.5 L4 | F      |

Anmerkungen
1. ↑  Ed Elisian fuhr den Wagen 123 Runden, Eddie Russo 37 Runden.

## Klassifikationen

### Startaufstellung
| Pos. | Fahrer            | Konstrukteur             | Zeit     | Ø-Geschwindigkeit | Start |
| ---- | ----------------- | ------------------------ | -------- | ----------------- | ----- |
| 01   | Pat Flaherty      | Watson-Offenhauser       | 1:01,820 | 234,39 km/h       | 01    |
| 02   | Jim Rathmann      | Kurtis Kraft-Offenhauser | 1:02,020 | 233,63 km/h       | 02    |
| 03   | Pat O‘Connor      | Kurtis Kraft-Offenhauser | 1:02,080 | 233,41 km/h       | 03    |
| 04   | Dick Rathmann     | Kurtis Kraft-Offenhauser | 1:02,300 | 232,58 km/h       | 04    |
| 05   | Tony Bettenhausen | Kurtis Kraft-Offenhauser | 1:02.240 | 232,81 km/h       | 05    |
| 06   | Johnnie Parsons   | Kuzma-Offenhauser        | 1:02:440 | 232,06 km/h       | 06    |
| 07   | Fred Agabashian   | Kurtis Kraft-Offenhauser | 1:02,470 | 231,95 km/h       | 07    |
| 08   | Paul Russo        | Kurtis Kraft-Novi        | 1:02,700 | 231,10 km/h       | 08    |
| 09   | Andy Linden       | Kurtis Kraft-Offenhauser | 1:02,910 | 230,33 km/h       | 09    |
| 10   | Bob Sweikert      | Kuzma-Offenhauser        | 1:02,920 | 230,29 km/h       | 10    |
| 11   | Troy Ruttman      | Kurtis Kraft-Offenhauser | 1:03,170 | 229,38 km/h       | 11    |
| 12   | Johnny Boyd       | Kurtis Kraft-Offenhauser | 1:03,230 | 229,16 km/h       | 12    |
| 13   | Sam Hanks         | Kurtis Kraft-Offenhauser | 1:03,360 | 228,69 km/h       | 13    |
| 14   | Ed Elisian        | Kurtis Kraft-Offenhauser | 1:03,650 | 227,65 km/h       | 14    |
| 15   | Rodger Ward       | Kurtis Kraft-Offenhauser | 1:03,750 | 227,29 km/h       | 15    |
| 16   | Jimmy Daywalt     | Kurtis Kraft-Offenhauser | 1:03,840 | 226,97 km/h       | 16    |
| 17   | Ray Crawford      | Kurtis Kraft-Offenhauser | 1:03,880 | 226,83 km/h       | 17    |
| 18   | Johnny Thomson    | Kuzma-Offenhauser        | 1:01,840 | 234,31 km/h       | 18    |
| 19   | Jimmy Bryan       | Kuzma-Offenhauser        | 1:02,610 | 231,43 km/h       | 19    |
| 20   | Keith Andrews     | Kurtis Kraft-Offenhauser | 1:02,950 | 230,18 km/h       | 20    |
| 21   | Jimmy Reece       | Lesovsky-Offenhauser     | 1:02,990 | 230,04 km/h       | 21    |
| 22   | Gene Hartley      | Kuzma-Offenhauser        | 1:03,010 | 229,96 km/h       | 22    |
| 23   | Bob Veith         | Kurtis Kraft-Offenhauser | 1:03,140 | 229,49 km/h       | 23    |
| 24   | Jack Turner       | Kurtis Kraft-Offenhauser | 1:03,210 | 229,24 km/h       | 24    |
| 25   | Bob Christie      | Kurtis Kraft-Offenhauser | 1:03,280 | 228,98 km/h       | 25    |
| 26   | Don Freeland      | Phillips-Offenhauser     | 1:05,700 | 228,12 km/h       | 26    |
| 27   | Al Herman         | Kurtis Kraft-Offenhauser | 1:03,560 | 227,97 km/h       | 27    |
| 28   | Al Keller         | Kurtis Kraft-Offenhauser | 1:03,740 | 227,33 km/h       | 28    |
| 29   | Billy Garrett     | Kuzma-Offenhauser        | 1:04,030 | 226,30 km/h       | 29    |
| 30   | Cliff Griffith    | Stevens-Offenhauser      | 1:03,620 | 227,76 km/h       | 30    |
| 31   | Johnnie Tolan     | Kurtis Kraft-Offenhauser | 1:04,260 | 225,49 km/h       | 31    |
| 32   | Eddie Johnson     | Kuzma-Offenhauser        | 1:04,710 | 223,92 km/h       | 32    |
| 33   | Duke Dinsmore     | Kurtis Kraft-Offenhauser | 1:04,970 | 223,03 km/h       | 33    |

### Rennen
| Pos. | Fahrer                 | Konstrukteur             | Runden | Stopps | Zeit        | Start | Schnellste Runde |
| ---- | ---------------------- | ------------------------ | ------ | ------ | ----------- | ----- | ---------------- |
| 01   | Pat Flaherty           | Watson-Offenhauser       | 200    |        | 3:53:28,84  | 01    |                  |
| 02   | Sam Hanks              | Kurtis Kraft-Offenhauser | 200    |        | + 20,50     | 13    |                  |
| 03   | Don Freeland           | Phillips-Offenhauser     | 200    |        | + 1:30,20   | 26    |                  |
| 04   | Johnnie Parsons        | Kuzma-Offenhauser        | 200    |        | + 3:25,70   | 06    |                  |
| 05   | Dick Rathmann          | Kurtis Kraft-Offenhauser | 200    |        | + 4:21,80   | 04    |                  |
| 06   | Bob Sweikert           | Kuzma-Offenhauser        | 200    |        | + 5:35,10   | 10    |                  |
| 07   | Bob Veith              | Kurtis Kraft-Offenhauser | 200    |        | + 6:25,60   | 23    |                  |
| 08   | Rodger Ward            | Kurtis Kraft-Offenhauser | 200    |        | + 6:32,30   | 15    |                  |
| 09   | Jimmy Reece            | Lesovsky-Offenhauser     | 200    |        | + 6:38,30   | 21    |                  |
| 10   | Cliff Griffith         | Stevens-Offenhauser      | 199    |        | + 1 Runde   | 30    |                  |
| 11   | Gene Hartley           | Kuzma-Offenhauser        | 196    |        | + 4 Runden  | 22    |                  |
| 12   | Fred Agabashian        | Kurtis Kraft-Offenhauser | 196    |        | + 4 Runden  | 07    |                  |
| 13   | Bob Christie           | Kurtis Kraft-Offenhauser | 196    |        | + 4 Runden  | 25    |                  |
| 14   | Al Keller              | Kurtis Kraft-Offenhauser | 195    |        | + 5 Runden  | 28    |                  |
| 15   | Eddie Johnson          | Kuzma-Offenhauser        | 195    |        | + 5 Runden  | 32    |                  |
| 16   | Billy Garrett          | Kuzma-Offenhauser        | 194    |        | + 6 Runden  | 29    |                  |
| 17   | Duke Dinsmore          | Kurtis Kraft-Offenhauser | 191    |        | + 9 Runden  | 33    |                  |
| –    | Pat O‘Connor           | Kurtis Kraft-Offenhauser | 187    |        | DNF         | 03    |                  |
| 19   | Jimmy Bryan            | Kuzma-Offenhauser        | 185    |        | + 15 Runden | 19    |                  |
| –    | Jim Rathmann           | Kurtis Kraft-Offenhauser | 175    |        | DNF         | 02    |                  |
| 21   | Johnnie Tolan          | Kurtis Kraft-Offenhauser | 173    |        | + 27 Runden | 31    |                  |
| –    | Tony Bettenhausen      | Kurtis Kraft-Offenhauser | 160    |        | DNF         | 05    |                  |
| –    | Eddie Russo Ed Elisian | Kurtis Kraft-Offenhauser | 160    |        | DNF         | 14    |                  |
| –    | Jimmy Daywalt          | Kurtis Kraft-Offenhauser | 134    |        | DNF         | 16    |                  |
| –    | Jack Turner            | Kurtis Kraft-Offenhauser | 131    |        | DNF         | 24    |                  |
| –    | Keith Andrews          | Kurtis Kraft-Offenhauser | 94     |        | DNF         | 20    |                  |
| –    | Andy Linden            | Kurtis Kraft-Offenhauser | 90     |        | DNF         | 09    |                  |
| –    | Al Herman              | Kurtis Kraft-Offenhauser | 74     |        | DNF         | 27    |                  |
| –    | Ray Crawford           | Kurtis Kraft-Offenhauser | 49     |        | DNF         | 17    |                  |
| –    | Johnny Boyd            | Kurtis Kraft-Offenhauser | 35     |        | DNF         | 12    |                  |
| –    | Troy Ruttman           | Kurtis Kraft-Offenhauser | 22     |        | DNF         | 11    |                  |
| –    | Johnny Thomson         | Kuzma-Offenhauser        | 22     |        | DNF         | 18    |                  |
| –    | Paul Russo             | Kurtis Kraft-Novi        | 21     |        | DNF         | 08    | 1:02,32          |

## WM-Stand nach dem Rennen
Die ersten fünf bekamen 8, 6, 4, 3 bzw. 2 Punkte; einen Punkt gab es für die schnellste Runde. Es zählten nur die fünf besten Ergebnisse aus acht Rennen.

### Fahrerwertung
| Pos. | Fahrer                  | Konstrukteur | Punkte |
| ---- | ----------------------- | ------------ | ------ |
| 01   | Jean Behra              | Maserati     | 10     |
| 02   | Juan Manuel Fangio      | Ferrari      | 9      |
| 03   | Stirling Moss           | Maserati     | 8      |
| 04   | Pat Flaherty            | Watson       | 8      |
| 05   | Sam Hanks               | Kurtis Kraft | 6      |
| 06   | Luigi Musso             | Ferrari      | 4      |
| 07   | Mike Hawthorn           | Maserati     | 4      |
| 08   | Don Freeland            | Phillips     | 4      |
| 09   | Peter Collins           | Ferrari      | 3      |
| 10   | Johnnie Parsons         | Kurtis Kraft | 3      |
| 11   | Olivier Gendebien       | Ferrari      | 2      |
| 12   | Hernando da Silva Ramos | Gordini      | 2      |
| 13   | Dick Rathmann           | Kurtis Kraft | 2      |
| 14   | Chico Landi             | Maserati     | 1,5    |
| 15   | Gerino Gerini           | Maserati     | 1,5    |

| Pos. | Fahrer                | Konstrukteur | Punkte |
| ---- | --------------------- | ------------ | ------ |
| 16   | Eugenio Castellotti   | Ferrari      | 1,5    |
| 17   | Paul Russo            | Kurtis Kraft | 1      |
| 18   | Élie Bayol            | Gordini      | 0      |
| 19   | André Pilette         | Gordini      | 0      |
| 20   | Cesare Perdisa        | Maserati     | 0      |
| 21   | Horace Gould          | Maserati     | 0      |
| –    | Óscar González        | Maserati     | 0      |
| –    | Alberto Uria          | Maserati     | 0      |
| –    | Luigi Piotti          | Maserati     | 0      |
| –    | Carlos Menditéguy     | Maserati     | 0      |
| –    | José Froilán González | Maserati     | 0      |
| –    | Robert Manzon         | Gordini      | 0      |
| –    | Louis Rosier          | Maserati     | 0      |
| –    | Maurice Trintignant   | Vanwall      | 0      |
| –    | Harry Schell          | Vanwall      | 0      |